# 狩野俊介
狩野 俊介（かのう しゅんすけ）は、太田忠司の推理小説「狩野俊介シリーズ」の主人公である少年探偵。同シリーズについてもここで述べる。

## プロフィール
第1作『月光亭事件』の時点では小学6年生、第2作『幻竜苑事件』のエピローグ以降は中学1年生。第10作『百舌姫事件』の終盤以降は中学2年生。石神探偵事務所の所員として、野上とともに難事件に挑んでいく。施設育ちの孤児であり、本当の誕生日（戸籍上は1月25日生まれ）も両親がどんな人間だったのかも知らない。両親がつけてくれたらしい「狩野俊介」という名前が、彼らと自分とのただ一つの絆だと思っている。
幼い頃から周りの人々にいじめられないように、嫌われないように生きてきたことで、人並み外れた観察力と人間心理に対する洞察力を身につけた。事件に遭遇した時はそれらの能力を活用して大人顔負けの推理を披露するが、知識の面では普通の中学生とさほど変わらないため、野上や高森らのフォローを必要とする事も多い。依頼人や事件関係者との交渉に関しては言うまでもない。
小学6年生の秋に学校で起きた殺人事件を解決「してしまった」事から石神と知り合い、彼の紹介で野上のもとを訪れた。中学校入学後、半月足らずで新星中学に転校し、野上の家から通っている。学校では探偵助手をやっている事を隠し、ほとんど友人も作らず目立たないように過ごしている。それは彼の真の能力が知れ渡る事によって周囲から避けられたり、いじめられたりするのを恐れたから（実際、小学校ではそうなった）だが、秘密を知る人は少しずつ増えつつある。『降魔弓事件』のあと、弓道部に入部。
彼は数々の事件や野上たちとの日常生活の中で、悩み、時には傷つきながら、ゆっくりと成長していく。

## 周囲の人々
以下、特に説明のない限り登場人物の年齢は初登場時のものとする。
野上 英太郎（のがみ えいたろう）
石神探偵事務所二代目所長、40代前半～中頃。俊介の里親兼友人でもある。四半世紀に渡って石神の助手を勤め、1年余り前に彼が引退した後を継いだ。若い頃は血の気の多い性格だった。最近はかなり丸くなったが、探偵としての誇りや矜持を守るためなら依頼人と対立する事も辞さない。
「狩野俊介シリーズ」は一部の短編を除き、彼から石神に宛てた手紙（野上の一人称）という形式で語られる。いわばワトスン博士やヘイスティングズ大尉のポジションに位置する人物だが、俊介抜きで事件を解決した事さえある。やや安楽椅子寄りな傾向のある俊介に対して、彼は足で捜査するタイプ。煙草の吸い殻を見ただけでその種類や吸った者の人となりを言い当てられる。
5年前に妻を病気で失い、子供もいないため一人暮らしをしていた（両親は健在）。アキの気持ちに薄々とは気づいているが、妻への思慕を断ち切ることが出来ず、朴念仁な振る舞いを通している。
ジャンヌ
アビシニアン・ルディの子猫。俊介が小学6年生の年の9月に生まれた。俊介にとっては野上と出会う前からの相棒であり、どんな人間よりも心を開いている相手。石神探偵事務所のれっきとした所員（猫だけど）。普段はぐうたらしているが、俊介に危機が迫ると肉食獣の本能をあらわにする。
芙蓉 明子（ふよう あきこ/アキ）
俊介と野上の行きつけの喫茶店「紅梅」の看板娘、21歳。活発で好奇心旺盛。石神探偵事務所の仕事にもしばしば首を突っ込み、ついには非常勤所員になってしまう。
野上に好意を抱き、しばしば回りくどいやり方でデートに誘っている。
高森 貴之（たかもり たかゆき）
捜査一課の警部、30代後半。野上とはお互い新人の刑事と探偵助手だった頃からの付き合い。よく大声を張り上げているため「鬼高」の異名を持つ。実は高校卒業後、就職先が見つからなくてしかたなく警察官になった。愛妻家だが、他人の前では憎まれ口ばかり叩いている。子供はまだいない。
池田 憲彦（いけだ のりひこ）
捜査一課の刑事。高森の十年来の部下。のほほんとした性格で、高森に怒鳴られても柳に風と受け流してしまう。子供の世話が上手。古い寺の住職の息子だが、父の跡を継ぐ気はない。
武井（たけい）
捜査一課の若手刑事。3人のならず者を1人で取り押さえたという武勇伝の持ち主だが、実はけっこう気が弱い。アキに片思いしている。
遠島寺 美樹（えんとうじ みき）
俊介の同級生で、数少ない友人の1人。『幻竜苑事件』の関係者だが、俊介と直接顔を合わせたのは事件の後、彼が転校して来た時が初めて（彼の活躍は聞いていた）。俊介が時折見せる厭世的な態度を心配し、何かと世話を焼こうとする。
久野 徹（くの とおる）
俊介の同級生で、数少ない友人の1人。父親は市長、母親は有名な文芸評論家。本人もピアノを習っており、中学生離れした技量を持つ。両親とのコミュニケーションがうまくいかず、俊介に助けてもらった事がある。
松永 麗子（まつなが れいこ）
俊介たちの担任、24歳。『夜叉沼事件』の関係者。まだ若いが、仕事熱心で生徒思いな教師。
橘（たちばな）
「紅梅」の店長。温厚な男で、アキが仕事そっちのけで野上たちの所に押しかけていっても怒らない。珈琲をいれる腕は確か。2月（俊介が野上と出会う直前）に娘ができたばかり。
滝之水 梨花（たきのみず りか）
駆け出しの手品師。祖父で元市長だった滝之水氏の遺言を巡るトラブルで俊介たちと知り合う。
石神 法全（いしがみ ほうぜん）
石神探偵事務所初代所長。その活躍は野上の筆によって公表され、広く知られている。田舎の庵（俊介が育った施設の近くにある）に隠棲しているが、近所で事件が起こると引っ張り出される事もあるらしい。
彼自身が直接登場した事はないが、間接的に描写される言動から明らかにシャーロック・ホームズのオマージュであると思われる。

## 狩野俊介シリーズ
1991年の『月光亭事件』以降、2010年までに長編11本（うち1本は二部作）、短編集4本が徳間書店から刊行されている。一部の雑誌掲載短編以外は新書版書き下ろしで、また刊行順に徳間文庫で文庫化されている。2001年には徳間文庫版からの続刊として徳間デュアル文庫から『狩野俊介の事件簿』と『玄武塔事件』が出されたが、結局『降魔弓事件』以降は元の徳間文庫に戻されている。2009年から創元推理文庫（東京創元社）から装い新たに出版されており現在、天霧家事件までが刊行中。2021年、11年振りに最新刊『鬼哭洞事件』が東京創元社から刊行された。長編は『～事件』、短編集は『狩野俊介の～』というタイトルで統一されている。
ただしシリーズ作のうち、短編『神影荘奇談』のみ角川スニーカー文庫のミステリ企画によるアンソロジー『名探偵は、ここにいる』に執筆・収録されたものであり、これに関しては現在まで徳間書店や創元推理文庫によるシリーズ作の通常単行本には収録されていない。ただし『サスペリアミステリー』（秋田書店）にてシリーズ掲載された漫画版（後述）では同作の漫画化作品が執筆され単行本収録されている。
表紙イラストは2004年の『狩野俊介の記念日』までは末次徹朗が担当した。以降、本作のキャラクターデザインに関しては、それぞれのメディアにおける作画者各々のタッチによる差はあるものの、初期のレギュラーキャラクターに関しては基本的には末次によるデザイニングに近いものが踏襲されている。そして2008年の『百舌姫事件』以降の書籍については後述する『サスペリア』漫画版を手掛けた大塚あきらに交代している。この事に関しては『百舌姫事件』の著者後書きにおいて末次の体調不良によるものと説明された。一方、東京創元社から発刊された創元推理文庫版におけるイラストは竹岡美穂が手掛けている。なお、2021年に発刊された最新刊『鬼哭洞事件』のイラストは尾崎智美が手掛けている。
謎解き以外にも、事件発生前から解決後までの俊介や野上たちの心の動きや、ゲストキャラとの交流にも重点が置かれている。長編は殺人事件を、短編はそれ以外の事件（あるいは事件というほどでもない出来事）を扱っている。
作品の舞台は日本のある地方都市及びその周辺。歴史の長い街で、古い伝説なども多く残っている。年代設定としては20世紀末だが、携帯電話やパソコンなどは登場しない（一昔前の推理小説のような雰囲気にするためらしい）。
作中の時間経過は現実に比べてかなり遅く、『狩野俊介の記念日』でやっと第一作時から1年たったところである。

### 書誌一覧
『翔騎号事件』まで、トクマ・ノベルズ（徳間書店）より初出発刊。最新刊『鬼哭洞事件』は、東京創元社より初出発刊。括弧内は初版発行月。
- 月光亭事件（1991年6月）
- 幻竜苑事件（1992年1月）
- 夜叉沼事件（1992年12月）
- 狩野俊介の冒険（1993年7月）
- 玄武塔事件（1994年2月）
- 狩野俊介の事件簿（1994年5月）
- 天霧家事件（1995年6月）
- 降魔弓事件（1996年4月）
- 狩野俊介の肖像（1996年12月）
- 白亜館事件（1997年10月）
- 銀扇座事件・上（1999年5月 / 下巻同時発刊）
- 銀扇座事件・下（1999年5月 / 上巻同時発刊）
- 久遠堂事件（2000年12月）
- 狩野俊介の記念日（2004年9月）
- 百舌姫事件（2008年3月）
- 翔騎号事件（2010年4月）
- 鬼哭洞事件（2021年10月）

#### シリーズ単行本未収録
- 神影荘奇談（2001年11月）：角川スニーカー文庫ミステリ・アンソロジー『名探偵は、ここにいる』（ ISBN 4-04-426901-7 ）に収録。

## 漫画版

### 『狩野俊介の事件簿』
2001年から2005年に大塚あきらの作画による漫画『狩野俊介の事件簿』が『サスペリアミステリー』（秋田書店）にて連載された。単行本は全4巻。
- 幻竜苑事件 狩野俊介の事件簿[1]（2001年11月発売、ISBN 978-4-253-18469-4）
  - 原作：長編『幻竜苑事件』、『狩野俊介の肖像』収録短編『金糸雀は、もう鳴かない』の計2編。
- 白亜館事件 狩野俊介の事件簿2[2]（2003年12月25日発売、ISBN 978-4-253-18470-0）
  - 原作：長編『白亜館事件』1編。
- 硝子の鼠 狩野俊介の事件簿3[3]（2004年10月21日発売、ISBN 978-4-253-18472-4）
  - 原作：『狩野俊介の冒険』収録短編『硝子の鼠』、『狩野俊介の肖像』収録短編『人が歩む、すべての道は』『誰も気づかない 誰も傷つかない』、『狩野俊介の事件簿』収録短編『奇妙な等式』『それなりに科学的な日々』の計5編。
- 神影荘奇談 狩野俊介の事件簿4[4]（2005年11月28日発売、ISBN 978-4-253-18473-1）
  - 原作：『名探偵は、ここにいる』収録短編『神影荘奇談』、『狩野俊介の冒険』収録短編『俊介の道草』、『狩野俊介の事件簿』収録短編『家族のための旋律』の計3編。

### 『少年探偵 狩野俊介』
2010年から松島幸太朗の作画による漫画『少年探偵 狩野俊介』(Shunsuke Kanou, Boy Detective)が『週刊少年チャンピオン』（秋田書店）に2度短期連載された。
- 2010年48号から[5]52号まで、『狩野俊介の肖像』より抜粋した作品を短期集中連載。
- 2011年34号から[6]39号まで、新作書き下ろし原作『降霊会事件』を連載。

単行本は2シリーズを合わせて『少年探偵 狩野俊介 降霊会事件』というタイトルで、少年チャンピオンコミックスより全1巻が刊行された。2011年10月7日発売、ISBN 978-4-253-20064-6